# 20 Years of Hardcore
20 Years of Hardcore ist ein Kompilationsalbum der deutschen Dance-Band Scooter. Es erschien am 11. Oktober 2013 über die Labels Kontor Records und Sheffield Tunes.

## Inhalt
Die für das Album ausgewählten Lieder stammen von den bis zu diesem Zeitpunkt veröffentlichten 16 Studioalben der Band und erschienen größtenteils als Singles. Mit fünf Songs wurden die meisten dem Debütalbum … and the Beat Goes On! sowie den Alben Jumping All Over the World und The Big Mash Up entnommen. Je vier Stücke sind auf den Tonträgern No Time to Chill und Under the Radar Over the Top enthalten, während jeweils drei Titel von den Alben Our Happy Hardcore, The Stadium Techno Experience und Mind the Gap stammen. Den weiteren Studioalben Wicked!, Age of Love, Back to the Heavyweight Jam, Sheffield, We Bring the Noise!, Who’s Got the Last Laugh Now?, The Ultimate Aural Orgasm und  Music for a Big Night Out wurden je zwei Tracks entnommen. Außerdem sind einzelne Lieder auf verschiedenen Samplern der Band enthalten.

## Covergestaltung
Das Albumcover zeigt H. P. Baxxter, Frontmann der Band, der auf der Bühne steht und den Mund weit aufreißt. Links oben im Bild befindet sich der gelbe Schriftzug Scooter und am unteren Rand steht der Titel 20 Years of Hardcore in Pink. Der Hintergrund ist schwarz gehalten.

## Titellisten
| CD-Version | Download-Version |
| --- | --- |
| CD 1 1. Nessaja – 3:30 2. How Much Is the Fish? – 3:48 3. Army of Hardcore – 2:59 4. Move Your Ass! – 3:57 5. Maria (I Like It Loud) – 3:44 6. Weekend! – 3:38 7. The Question Is What Is the Question? – 3:48 8. Friends – 3:50 9. The Only One – 3:34 10. Hyper Hyper – 3:34 11. J’adore Hardcore – 3:50 12. 4 AM – 3:20 13. I’m Lonely – 3:33 14. One (Always Hardcore) – 3:52 15. Ramp! (The Logical Song) – 3:56 16. Ti Sento – 3:57 17. Faster Harder Scooter – 3:49 18. Posse (I Need You on the Floor) – 3:53 19. Jigga Jigga! – 3:55 20. Jump That Rock! (Whatever You Want) – 3:24 21. Endless Summer – 3:47 22. Maria (I Like It Loud) [R.I.O. Radio Edit] – 3:20 CD 2 1. Fire – 3:33 2. Call Me Mañana – 3:42 3. Fuck the Millennium – 4:13 4. The Night – 3:25 5. Jumping All Over the World – 3:48 6. Aiii Shot the DJ – 3:32 7. I’m Raving – 3:38 8. Shake That! – 3:19 9. David Doesn’t Eat – 3:39 10. Behind the Cow – 3:37 11. Break It Up – 3:40 12. The Age of Love – 3:52 13. Back in the U.K. – 3:26 14. No Fate – 3:43 15. Apache Rocks the Bottom! – 3:47 16. The Sound Above My Hair – 3:37 17. C’est Bleu – 3:13 18. We Are the Greatest – 3:29 19. Hello! (Good to Be Back) – 3:31 20. Rebel Yell – 3:43 21. Stuck on Replay – 3:11 22. And No Matches – 3:32 | 1. Nessaja – 3:30 2. How Much Is the Fish? – 3:48 3. Army of Hardcore – 2:59 4. Move Your Ass! – 3:57 5. Maria (I Like It Loud) – 3:44 6. Maria (I Like It Loud) [R.I.O. Radio Edit] – 3:20 7. Weekend! – 3:38 8. The Question Is What Is the Question? – 3:48 9. Friends – 3:50 10. The Only One – 3:34 11. Hyper Hyper – 3:34 12. J’adore Hardcore – 3:50 13. 4 AM – 3:20 14. I’m Lonely – 3:33 15. One (Always Hardcore) – 3:52 16. Ramp! (The Logical Song) – 3:56 17. Ti Sento – 3:57 18. Faster Harder Scooter – 3:49 19. It’s a Biz (Ain’t Nobody) – 3:22 20. Posse (I Need You on the Floor) – 3:53 21. Jigga Jigga! – 3:55 22. Jump That Rock! (Whatever You Want) – 3:24 23. Endless Summer – 3:47 24. The Night – 3:25 25. Lass uns tanzen – 3:42 26. Shake That! – 3:19 27. Fire – 3:33 28. Call Me Mañana – 3:42 29. Fuck the Millennium – 4:13 30. Jumping All Over the World – 3:48 31. Aiii Shot the DJ – 3:32 32. I’m Raving – 3:38 33. David Doesn’t Eat – 3:39 34. Behind the Cow – 3:37 35. Friends Turbo – 3:20 36. Break It Up – 3:40 37. Suavemente – 3:36 38. Let Me Be Your Valentine – 3:49 39. She’s the Sun – 3:48 40. The Age of Love – 3:52 41. Back in the U.K. – 3:26 42. No Fate – 3:43 43. Apache Rocks the Bottom! – 3:47 44. The Sound Above My Hair – 3:37 45. C’est bleu – 3:13 46. I’m Your Pusher – 3:48 47. We Are the Greatest – 3:29 48. I Was Made for Lovin’ You – 3:32 49. Hello! (Good to Be Back) – 3:31 50. Rebel Yell – 3:43 51. Stuck on Replay – 3:11 52. And No Matches – 3:32 53. Vallée de larmes – 4:35 |

## Chartplatzierungen und Auszeichnungen
20 Years of Hardcore stieg am 25. Oktober 2013 auf Platz 37 in die deutschen Charts ein und belegte in den folgenden Wochen die Ränge 48 und 82. Insgesamt hielt es sich mit einer Unterbrechung sechs Wochen in den Top 100. In der Schweiz erreichte das Album Position 72 der Charts.
Im Jahr 2021 erhielt das Album für mehr als 100.000 verkaufte Einheiten in Deutschland eine Goldene Schallplatte.